# 美輪咲月
美輪 咲月（みわ さつき、1999年〈平成11年〉4月11日 - ）は、日本のグラビアアイドル、タレントで、元アイドルで  K‐1ガールズのメンバーである。 またBreakingDownのラウンドガールである初代BreakingGirlのメンバー。 エイジアプロモーション所属。
大阪府大阪市出身。
2022年まではアリスプロジェクトに所属。在籍当時の芸名は美音 咲月（みね さつき）。仮面女子、スチームガールズ（5代目リーダー）、イースターガールズ（初代リーダー）、ほわいと☆milk、無限女子Forward ～powered by 仮面女子～の元メンバー。

## 略歴
2010年、「モーニング娘。9期メンバーオーディション」において3次審査に進むも合格ならず。ただし、植村あかり（後のJuice=Juiceメンバー、現在はソロ）と共にアップフロント関西研修生扱いとなる。
2011年、「モーニング娘。10期メンバー『元気印』オーディション」最終選考通過者となるも、合宿審査参加で合格ならず、アップフロント関西を退所。その後、後述のアリスプロジェクト入所まで地元・関西を中心に活動してきた。
2015年10月18日、アリスプロジェクトに入所。「美音咲月」の名で大阪アリス第1号タレントとなった。同年12月18日、仮面女子候補生WESTに昇格。仮面女子候補生WESTの最年少リーダーに就任。2016年8月には「ミスいちご2017」メンバーに選出。
2017年10月22日、第4の仮面女子内グループ「イースターガールズ」の始動発表、メンバーに選出される。12月31日には仮面女子候補生WESTを卒業。仮面女子に昇格し、イースターガールズの初代リーダーとなる。
2018年6月に初のイメージビデオを発売。12月には小倉優香主演映画『レッド・ブレイド』に出演。役者デビュー。
2018年11月24日更新のYouTubeチャンネル『みるくぱんち』にレギュラーとして加入する。
2019年2月3日、東京への移籍を発表。2月25日、「無限女子Forward 〜powered by 仮面女子〜」始動。4月、「THE LOCK☆UP×仮面女子」メインアンバサダーに就任。4月21日、イースターガールズの2代目センターを務め、6月23日にイースターガールズを卒業。7月15日、スチームガールズに加入。10月26日には派生ユニット「ほわいと☆milk」に加入。
2021年6月20日、スチームガールズの5代目リーダーに就任。仮面女子全体での副リーダーとなる。10月15日には神奈川県逗子市の逗子警察署で一日署長を務める。
2022年3月、格闘技イベント「BreakingDown」のラウンドガールである初代BreakingGirlに就任。
同年7月30日、「ここで出来ることは全てやりきった」として、仮面女子からの卒業を発表。また、10月の卒業ライブまでは膝の治療のため、グループにおけるライブ活動は不参加となることが事務所から発表された。
同年10月10日、仮面女子CAFEにて卒業ライブを開催し、仮面女子・スチームガールズおよび ほわいと☆milkを卒業。11月15日をもってアリスプロジェクトを退所した。以降もグラビアなど芸能活動は続ける。
同年12月1日、芸名を「美輪咲月」に改め、芸能活動を再開することをSNSで報告。
2023年2月5日、無限女子Forward ～powered by 仮面女子～のラストライブを開催。同月末の同ユニット活動終了をもってアイドル活動を終了。
同年6月3日、エイジアプロモーションに所属したことをSNSで報告。
同年7月24日、第1回JJモデルオーディション2023 Aブロック予選1位通過 セミファイナル進出。
同年7月29・30日、ベルーナドームで開催された「WATERBOMB2023」WATERBOMB TOKYOに両日WATERBOMB Girlとして参加。
同年10月、『週刊プレイボーイ』（集英社）創刊57周年企画「NIPPONグラドル57人」にグラビアニュージェネレーションの1人として掲載。
2024年5月15日、「K-1 GIRLS 2024」のメンバー（ラウンドガール）に就任。同年7月7日開催の「K-1 WORLD MAX」（国立代々木競技場第二体育館）より登場する。
2025年4月16日  「K-1 GIRLS 2025」のメンバー（ラウンドガール）に就任したことが発表される。(昨年に引き続き2年目の就任)

## 人物
- イングリッシュモルモットのふうちゃん（♀）を飼っている[19]
- 身長170センチの長身ながら[20]、足のサイズは23.5cmと小さい。また、一人っ子である。
- イメージビデオ発売時より、引き締まったスレンダースタイルが話題となり、流線型の体型は「さつきライン」と呼称される[2][21]。

## 出演

### テレビ番組
- おはようコールABC（朝日放送テレビ）
- 朝生ワイド す・またん!〈『ZIP!』関西ローカルパート〉（読売テレビ）

### 映画
- レッド・ブレイド（2018年12月15日公開、AMGエンタテインメント） - 春名美希 役

### 雑誌

#### グラビア
- 週刊ヤングジャンプ（集英社）
- ヤングチャンピオン（秋田書店）
- ヤングガンガン（スクウェア・エニックス）
- ヤングアニマル（白泉社）
- 週刊ビッグコミックスピリッツ（小学館）
- 月刊キスカ（竹書房）
- 週刊実話（日本ジャーナル出版）
- 月刊エンタメ（徳間書店）
- モトモト（造形社）
- カススク125（造形社）
- カスタムCAR（芸文社）
- カスタムスクーター2016
- 660magazine（芸文社）
- 週刊ポスト (小学館 )
- 週刊プレイボーイ (集英社)

#### ドラマ・その他
- JELLY（文友舎）
- 熱狂!アイドル図鑑（ぴあ株式会社）
- ドラマ「この素晴らしき世界」7・8話　(フジテレビ)

### イメージガール・ラウンドガール
- ミスいちご2017・いちごメイト
- Patit tai
- DERE-DIR
- BreakingDown・BreakingGirl（2022年 - 2023年）
- SLAP FIGHT CLUB
- K-1 GIRLS 2024（2024年 - ）

### WEB動画
- 【グラビア】Japanese SEXY Girl 純血1058話『仮面女子：アリス十番 川村虹花　仮面女子候補生WEST 星宮りり 美音咲月 アームズマガジン撮影』（仮面女子【仮面を被った舞闘派アイドル】、2016年2月27日公開）[動 1]
- 純血1188話 仮面女子『神谷えりな　鷹藤ひの　美音咲月 モトモト グラビア撮影』（仮面女子【仮面を被った舞闘派アイドル】、2016年6月10日公開）[動 2]
- 純血1330話 仮面女子『窪田美沙 澤田リサ 美音咲月 カススク125 水着撮影』（仮面女子【仮面を被った舞闘派アイドル】、2016年9月22日公開）[動 3]
- 純血1566話『仮面女子候補生WEST 美音咲月 ヤングジャンプ 撮影風景！』（仮面女子【仮面を被った舞闘派アイドル】、2017年4月13日公開）[動 4]
- 純血1567話『仮面女子候補生WEST：美音咲月 初めての原宿お散歩！』（仮面女子【仮面を被った舞闘派アイドル】、2017年4月13日公開）[動 5]
- 純血1675話 仮面女子『仮面女子候補生WEST美音咲月がファン目線で神谷えりなを激写！五比桐美憂もいます！モトモト グラビア撮影』（仮面女子【仮面を被った舞闘派アイドル】、2017年7月7日公開）[動 6]
- 純血1766話 仮面女子『モトモト初登場･桜のどかと望月ゆの！ベテラン？美音咲月！モトモト撮影風景』（仮面女子【仮面を被った舞闘派アイドル】、2017年9月24日公開）[動 7]
- 【水着】美音咲月グラビア撮影風景（グラビアチャンネル -SEXY Girls- 、2018年1月27日公開）[動 8]
- 純血1916話 『美音咲月 イースターガールズ卒業 東西ヲタク満足度 結果発表』2019年6月23日（仮面女子【仮面を被った舞闘派アイドル】、2019年6月28日公開）[動 9]
- 純血1985話『絶叫！月野もあと美音咲月が秩父ジオグラビティパークに行ってみた！』（仮面女子【仮面を被った舞闘派アイドル】、2020年6月26日公開）[動 10]
- 純血2099話 仮面女子『美音咲月 ハイレグ！東西ヲタク満足度 結果発表』2022年1月9日（仮面女子【仮面を被った舞闘派アイドル】、2022年1月14日公開）[動 11]
- 純血2107話 仮面女子『美音咲月からのお願い！！強烈な新人･那波茉奈が乱入！東西ヲタク満足度 結果発表』2022年2月13日（仮面女子【仮面を被った舞闘派アイドル】、2022年2月18日公開）[動 12]

## 作品

### イメージビデオ
「美音咲月名義」
- ピュア・スマイル（2018年6月22日、竹書房）
- さつきっす（2018年11月22日、イーネット・フロンティア）
- #咲月と近距離恋愛（2019年4月20日、ラインコミュニケーションズ）
- all MINE（2019年11月29日、エスデジタル）
- #咲月とお受験勉強（2020年4月20日、ラインコミュニケーションズ）
- #キミと咲月の妄想日常（2022年1月20日、ラインコミュニケーションズ）
- #僕の彼女は美音咲月～沖縄でキャンプデート～（2022年5月24日、エアーコントロール）
- ミネリアム！（2022年9月30日、エスデジタル）

「美輪咲月名義」
- さつきに恋をして（2023年3月24日、竹書房）
- 咲月とラブラブ新婚生活（2023年9月20日、ラインコミュニケーションズ）[22]